# Ume
| Оценки критиков     | Оценки критиков |
| Источник            | Оценка          |
| ------------------- | --------------- |
| Rolling Stone Japan | [ 1 ]           |
| Billboard Japan     | Положительн.    |

«Ume» (яп. 梅 Умэ, «Слива») — третий мэйджор-сингл японской идол-группы Shiritsu Ebisu Chugaku. Вышел в Японии 16 января 2013 года на лейбле Defstar Records.

## Сюжет
Песня «Ume» поётся от имени цветков сливы (так называемого японского абрикоса), которые весной божественно расцветают, но не получают и доли внимания, уделяемого сакурам. «Когда заходит разговор о весенних цветках, все „сакура то, сакура это“», — поётся в песне. «Обратите на нас внимание.» Но в припеве цветки заявляют о своей решительности продолжать гордо цвести, освещать весну своим цветом, даже если на них смотрит всего один человек.

## История
Сингл был издан на CD в трёх версиях: «субкультурной» (обычной), «лимитированной А» и «лимитированной Б».
Сингл дебютировал на 3-й позиции в дневном чарте компании «Орикон», добравшись потом до первого места. По итогам недели (в недельном чарте) он занял 3 место.
Японское издание «Rolling Stone» положительно оценило написанную Маэямадой песню, особо отметив басовую партию и мощные голоса Хинаты Касиваги и Рины Мацуно. Восхитившись, как эмоционально и по-ро́ковому забойно девушки песню исполнили и предположив, что она прекрасно проявит себя и на живых концертах группы, журнал поставил синглу три звёздочки из пяти.

## Состав
Shiritsu Ebisu Chugaku:
Мидзуки, Рика Маяма, Нацу Анно, Аяка Ясумото, Айка Хирота, Мирэй Хосина, Хироно Судзуки, Рина Мацуно, Хината Касиваги.

## Список композиций

### Лимитированное издание «Э»
| №  | Название                             | Автор(ы)                                       | Длительность |
| -- | ------------------------------------ | ---------------------------------------------- | ------------ |
| 1. | «Ume» (梅, «Слива»)                  | Кэнъити Маэямада (слова, музыка и аранжировка) | 4:15         |
| 2. | «Ganbatteru Tochuu» (頑張ってる途中) | Такафуми Икэда (слова, музыка и аранжировка)   | 4:52         |
| 3. | «Pakuchii» (パクチー, «Кориандр»)    | Сатори Сёраиси (слова, музыка и аранжировка)   | 3:12         |
| 4. | «Ume (Less Vocal)»                   |                                                |              |
| 5. | «Ganbatteru Tochuu (Less Vocal)»     |                                                |              |
| 6. | «Pakuchī (Less Vocal)»               |                                                |              |

### Лимитированное издание «Би»
| №  | Название                                     | Автор(ы)                                   | Длительность |
| -- | -------------------------------------------- | ------------------------------------------ | ------------ |
| 1. | «Ume» (梅)                                   |                                            | 4:15         |
| 2. | «Ganbatteru Tochuu» (頑張ってる途中)         |                                            | 4:52         |
| 3. | «Daisuki Da yo» (大好きだよ, «Я люблю тебя») | Киёсуми Иида (слова, музыка и аранжировка) | 3:22         |
| 4. | «Ume (Less Vocal)»                           |                                            |              |
| 5. | «Ganbatteru Tochuu (Less Vocal)»             |                                            |              |
| 6. | «Daisuki Da yo (Less Vocal)»                 |                                            |              |

### «Субкультурное издание» (обычное)
| №  | Название                                       | Автор(ы)                                       | Длительность |
| -- | ---------------------------------------------- | ---------------------------------------------- | ------------ |
| 1. | «Ume» (梅)                                     |                                                | 4:15         |
| 2. | «Ganbatteru Tochuu» (頑張ってる途中)           |                                                | 4:52         |
| 3. | «Odoru Gariben Chuugakusei» (踊るガリ勉中学生) | Кацухико Сугияма (слова, музыка и аранжировка) | 5:19         |
| 4. | «Ume (Less Vocal)»                             |                                                |              |
| 5. | «Ganbatteru Tochuu (Less Vocal)»               |                                                |              |
| 6. | «Odoru Gariben Chūgakusei (Less Vocal)»        |                                                |              |

## Чарты
| Чарт (2013)                 | Наив. позиц. |
| --------------------------- | ------------ |
| Oricon Daily Singles Chart  | 1            |
| Oricon Weekly Singles Chart | 3            |